# Etiópiában történt légi közlekedési balesetek listája
Az Etiópiában történt légi közlekedési balesetek listája mind a halálos áldozattal járó, mind pedig a kisebb balesetek, meghibásodások miatt történt, gyakran csak az adott légiforgalmi járművet érintő baleseteket is tartalmazza évenkénti bontásban.

## Etiópiában történt légi közlekedési balesetek

### 1982
- 1982. január 14., Addisz-Abeba közelében. Az Etiópiai Légierő Antonov An-26 típusú repülőgépe lezuhant. A balesetben a gépen tartózkodó 73 fő vesztette életét, főleg etiópok, de líbiai és kubai katonák is voltak köztük.[1]

### 2019
- 2019. március 10. 08:44 (helyi idő szerint), Bishoftu közelében. Lezuhant az Ethiopian Airlines Boeing 737-800MAX típusú utasszállító repülőgépe 149 utassal és 8 fős személyzettel a fedélzetén. A tragédiát senki sem élte túl. 32 kenyai, 18 kanadai, 9 etióp, 8 olasz, 8 kínai, 8 amerikai, 7 brit, 7 francia, 6 egyiptomi, 5 holland, 4 indiai, 4 szlovák, 3 osztrák, 3 svéd, 3 orosz, 2 marokkói, 2 spanyol, 2 lengyel, 2 izraeli, valamint 1 belga, egy indonéz, egy szomáli, 1 norvég, 1 szerb, 1 togói, 1 mozambiki, 1 ruandai, 1 szudáni, 1 ugandai és egy jemeni állampolgár vesztette életét.[2][3][4]